# Fútbol sala en los Juegos Bolivarianos
El torneo de fútbol sala de los Juegos Bolivarianos se juega de acuerdo a los reglamentos establecidos por la FIFA. Su debut como deporte oficial en las justas fue en el año 2009 en los juegos de Sucre, disputándose tanto en la rama masculina como la rama femenina. Para el año 2013 en los juegos de Trujillo se jugó solo la rama masculina.

## Torneo Masculino
| Año          | Sede        | Medalla de Oro | Final Resultado | Medalla de Plata | Medalla de Bronce | Resultado | Cuarto lugar |
| ------------ | ----------- | -------------- | --------------- | ---------------- | ----------------- | --------- | ------------ |
| 2009 Detalle | Sucre       | Colombia       | Lig.            | Bolivia          | Ecuador           | Lig.      | Venezuela    |
| 2013 Detalle | Trujillo    | Paraguay       | 6:4             | Colombia         | Perú              | 3:1       | Ecuador      |
| 2017 Detalle | Santa Marta | Colombia       | 5:2             | Ecuador          | Perú              | 4:3       | Venezuela    |
| 2022 Detalle | Valledupar  | Colombia       | Lig.            | Paraguay         | Panamá            | Lig.      | Venezuela    |
| 2024 Detalle | Lima        | Guatemala      | 2:2 (8:7 pen.)  | Panamá           | Colombia          | 2:1       | Perú         |

### Medallero
| Núm. | País      | Oro | Plata | Bronce | Total |
| ---- | --------- | --- | ----- | ------ | ----- |
| 1    | Colombia  | 3   | 1     | 1      | 5     |
| 2    | Paraguay  | 1   | 1     | 0      | 2     |
| 3    | Guatemala | 1   | 0     | 0      | 1     |
| 4    | Bolivia   | 0   | 1     | 0      | 1     |
| 5    | Ecuador   | 0   | 1     | 1      | 2     |
| 6    | Perú      | 0   | 0     | 2      | 2     |
| 7    | Panamá    | 0   | 1     | 1      | 2     |
|      | TOTAL     | 5   | 5     | 5      | 15    |

## Torneo Femenino
| Año          | Sede  | Medalla de Oro | Final Resultado | Medalla de Plata | Medalla de Bronce | Resultado | Cuarto lugar |
| ------------ | ----- | -------------- | --------------- | ---------------- | ----------------- | --------- | ------------ |
| 2009 Detalle | Sucre | Colombia       | Lig.            | Venezuela        | Bolivia           | Lig.      | —            |

A partir de los juegos de 2013, el torneo femenino quedó descontinuado.

### Medallero
| Núm. | País      | Oro | Plata | Bronce | Total |
| ---- | --------- | --- | ----- | ------ | ----- |
| 1    | Colombia  | 1   | 0     | 0      | 1     |
| 2    | Venezuela | 0   | 1     | 0      | 1     |
| 3    | Bolivia   | 0   | 0     | 1      | 1     |
|      | TOTAL     | 1   | 1     | 1      | 3     |